# 赖坊镇
赖坊镇是中国福建省三明市清流县下辖的一个乡。2017年撤乡改镇。历代文风炽盛，人文蔚起，衣冠文物，代有其人，素有“一门两进士，比屋五举人”、“十八蓝衣拜祖宗”之乡誉。

## 行政区划
赖坊镇共辖8个行政村，分别是：
官坊村、寨下村、陈家村、赖安村、赖武村、南山村、东山村和姚家村。

## 文化
赖坊村为中国历史文化名村之一。
南山马氏宗祠已被福建省人民政府批准为省级涉台文物保护单位、第七批省级重点文物保护单位。
2012年，赖安村被评为首批“中国传统村落”。